# Carme Bigorra i Trill
Carme Bigorra i Trill (Reus, ?? — 28 de maig de 2025) fou una historiadora, docent i divulgadora cultural catalana, vinculada a la recerca històrica i la preservació del patrimoni local reusenc. Llicenciada en Geografia i Història per la Universitat de Barcelona, presidí l’Associació Recull d’Estudis Històrics, des d’on va impulsar diverses publicacions sobre la ciutat, com El Comerç a Reus. Síntesi històrica (1991), La Fira de Reus. De la “Feria provincial de Muestras” a la “Fira Catalana del Consumidor” (1992), Misericòrdia, història d’un Santuari (1993) i Història del general Joan Prim, un reusenc universal (2014). El 2016 contribuí a recuperar la figura de Peret Ganxet amb una col·lecció de contes infantils, Les aventures d’en Pere Ganxet, juntament amb Maria Josep Salvadó i Ramon Ferran. Va ser membre actiu de la Confraria la Verònica de Reus, formant part del seu Consell Permanent.